# Chalino Sánchez
Rosalino Sánchez Félix (Rancho el Guayabo, Municipio de Culiacán, Sinaloa; 30 de agosto de 1960-Culiacán Rosales, Sinaloa; 16 de mayo de 1992) conocido como Chalino Sánchez, fue un cantante y compositor mexicano. Se especializó en los géneros de corrido, ranchera y regional mexicano. 
Su reconocimiento en el campo musical le otorgó el honor de ser apodado como el Rey del Corrido.

## Biografía y carrera

### 1960-1977: primeros años
Rosalino Sánchez Félix nació el 30 de agosto de 1960 en Rancho el Guayabo, Sinaloa, siendo hijo de Santos Sánchez y Senorina Félix, y teniendo nueve hermanos: Armando, Lázaro, Régulo, Lucas, Espiridión, Francisco, Juana, Alí Cordero y Sergio González. Tras su nacimiento, fue llevado a vivir al Rancho Las Flechas, donde transcurrió su infancia y adolescencia.
Tanto él como su familia pasaron por situaciones complicadas debido a la pobreza en que vivían, misma que empeoró luego de la muerte de su padre, ocurrida cuando el contaba apenas con seis años de edad.

### 1977-1984: inmigración ilegal a Estados Unidos
Al cumplir diecisiete en 1977, inmigró ilegalmente en Estados Unidos. Una vez allá, comenzó a trabajar en los campos de Coachella y en varios trabajos que le encomendaban. Apartado de sus actividades laborales, su hermana Juana le presentó a Marisela Vallejo Bolaños, una mujer con la que Félix inició una relación amorosa y posteriormente se casó para procrear a sus dos hijos, Adán Chalino Sánchez Vallejo y Cintia Sánchez Vallejo. 
El 5 de diciembre de 1984, su hermano Armando, fue asesinado en un hotel de Tijuana, Baja California. Este evento lo inspiró a componer corridos.

### 1984-1990: inicios como cantante
En 1985, fue presentado a un hombre llamado Ángel Parra, quien se interesó en su talento musical después de escucharlo en una pequeña presentación. Parra lo citó a una reunión en su estudio, los Estudios San Ángel, donde lo apoyó ayudándole a grabar su primer demo en casete con un grupo norteño llamado Los Cuatro de la Frontera. Junto a ellos grabó diversos temas, como «Armando Sánchez», un corrido en memoria a su fallecido hermano, «El Sapo», «Beto López» y «Los sinaloenses». En una valoración inicial, Parra sintió que la voz de Chalino no era la adecuada para interpretar música norteña. No obstante, después de que Chalino lanzó su demo debut, su popularidad comenzó a crecer entre la comunidad mexicanoestadounidense.
En 1989, obtuvo gran notoriedad en Los Ángeles, California, lugar donde era muy solicitado para cantar.

### 1990-1992: consagración e intento de asesinato
A partir de 1990, realizó conciertos en diversos sitios de Los Ángeles como: El Cerrito Nightclub, El Quijote, La Explanada Tecate, El Parral Nightclub, El Farallón, Keystone Mostrar Ford y Noches de Taconazo. Colaboró con varias bandas y formó Los Amables del Norte, con la cual produjo algunas canciones. Firmó con varios sellos discográficos, como Linda Discos, y Cintas Acuario.
Un hecho que catapultó su fama en Estados Unidos, fue un ataque armado que sufrió durante un concierto en el restaurante bar Plaza Los Arcos, de Coachella, el 24 de enero de 1992. En dicha presentación, Edward Alvarado Gallegos, un hombre de entonces 34 años, asistió armado con un revólver calibre 25 a la actuación de Sánchez, caminó al escenario y le disparó en dos ocasiones a corta distancia. Herido, el cantante huyó del fuego y accionó el arma que tenía al cinto para defenderse. El arma de Sánchez se encasquilló, por lo que se la arrojó a Alvarado, golpeándolo en la cara. Este continuó disparando hasta que fue sometido. En el tiroteo falleció una persona y ocho más resultaron heridas.
Luego de recuperarse en un hospital y con su agresor en prisión, Chalino Sánchez, con mayor notabilidad comercial, continuó su gira en California con fechas completamente vendidas. En 1997, Alvarado Gallegos pidió una apelación a su caso, la cual le fue negada.

## Asesinato
El 15 de mayo de 1992, ofreció un concierto en el Salón Bugambilias en Culiacán, Sinaloa. A mitad de la presentación y previo a interpretar su tema «Alma enamorada», recibió lo que parece ser una nota, cuyo contenido escrito nunca fue conocido. Lo anterior fue afirmado por su hija Cynthia Sánchez Vallejo en 2024, quien desmintió los rumores en torno a las teorías de conspiración que varios fanáticos inventaron a lo largo del tiempo, en las que se afirmó que era una nota en la que había sido amenazado de muerte, y que incluso había personas que sabían lo que decía.
El 16 de mayo de 1992, mientras viajaba en una camioneta Chevrolet Suburban por las calles de Culiacán, su transporte fue interceptado por personas vestidas de policías federales. Aproximadamente a las 6:00 de la mañana del día siguiente, el cadáver de Chalino fue encontrado al lado de una carretera con dos heridas de bala en la parte posterior de la cabeza.
Su cuerpo fue enterrado en el Panteón Los Vasitos, localizado en la localidad de Los Vasitos Sindicatura de Las Tapias, en Culiacán, Sinaloa.

## Legado
Con el pasar del tiempo, su música y su contribución al corrido le ayudaron a conseguir una amplia valoración como artista entre la comunidad mexicana y estadounidense, lo que le valió el ser apodado y considerado como «el Rey del Corrido».

## Discografía
- CORRIDO DE BETO LOPEZ (PURO CULIACAN) (1988)
- CORRIDO DE BELEN GARCIA (PURO CULIACAN) (1988)
- Chalino Sanchez Canta Corridos Al Estilo Culiacán (1988)
- Mas Exitos Con Chalino Sanchez (Esclava Sellada) (1989)
- Mas Exitos Con Chalino Sanchez (1989)
- A Todo Sinaloa (1989)
- El Bandido Generoso (1989)
- Y Sigue la Balacera (1989)
- El Pela Vacas (1989)
- Homenaje al Pollero (1990)
- 13 Mejores Exitos (1990)
- El Gallo de Sinaloa (15 Exitos) (1990)
- Los Mejores Corridos De Villa (15 Exitos) (1990)
- Las Nieves de Enero (1991)
- Dos Cruces Negras (1991)
- Alma Enamorada (1991)
- Con La Banda Flor de Campo (1991)
- Chalino Sanchez Con La Banda La Costeña (Los Sufrimientos) (1991)
- Chalino Sanchez Con La Banda La Costeña (Jugando Con La Muerte) (1991)
- En Vivo Desde El Parral (1991)
- 15 Corridos y Tragedias (1991)
- Hermosísimo Lucero (1992)
- Adiós a Chalino (1992)